# 林鈺婷
林鈺婷，台灣新竹竹東客家人，山狗大後生樂團團長及主唱，也是電視廣播主持人及配音員等。曾於2015年以個人詞曲創作及演唱，獲得客委會舉辦的潮客樂音樂大賽「舞臺演繹獎」。

## 外部連結
- facebook